# Jan Skotnicki (historyk boksu)
Jan Skotnicki (ur. 28 lutego 1941 w Koluszkach, zm. 1 marca 2021) – polski lekarz, historyk boksu i publicysta. 

## Życiorys
Mieszkał w Łodzi i w jej okolicach. Przez 45 lat pracował w przychodni lekarskiej w Siemianowie pod Kutnem. Najpierw jako pediatra, później jako lekarz rodzinny.
W 1959 wygrał konkurs miesięcznika ''Boks'' dotyczący mistrzostw Europy w Lucernie. Następnie zajął się dokumentowaniem zakazanego w bloku wschodnim boksu zawodowego, który był opisywany w miesięczniku pod nadzorem redaktora naczelnego Aleksandra Rekszy. W połowie lat 80. prowadził już korespondencję z ekspertami z całego świata, zajmował się historią dyscypliny sięgając po materiały z XVIII i XIX wieku. W 1984 został pierwszym polskim członkiem International Boxing Research Organization – międzynarodowej organizacji skupiającej historyków boksu zawodowego. 
Pierwszym ważnym dziełem Skotnickiego była sześciotomowa monografia ''The Bare Knuckle Record Book'', wydana w podziemnym obiegu. Przełomem w jego twórczości stała się dziesięciotomowa seria ''Zawodowcy'', w której pojawiły się starożytne igrzyska, brytyjskie pojedynki na gołe pięści, era Markiza Queensberry, a także temat pięściarstwa południowoafrykańskiego. By wydać sześć tysięcy egzemplarzy ''Zawodowców'', Skotnicki wziął na początku lat 90. 140 milionów ówczesnych złotych kredytu i założył legendarne w środowisku Wydawnictwo Kask. Oprócz prowadzenia badań historycznych i pisania książek, Skotnicki współpracował m.in. z amerykańskim ''The Ring'' i włoskim ''Pugilato''. 
Posiadał jedną z największych w Europie kolekcji książek, czasopism i nagrań o tematyce pięściarskiej, w tym kilka pozycji wydanych w XIX wieku. 
Pochowany na cmentarzu rzymskokatolickim przy ulicy Szczecińskiej w Łodzi.